# Pseudemydura umbrina
Pseudemydura umbrina är en sköldpaddsart som beskrevs av  Friedrich Siebenrock 1901. Arten ingår i släktet Pseudemydura och familjen ormhalssköldpaddor. IUCN kategoriserar Pseudemydura umbrina globalt som akut hotad. Inga underarter finns listade i Catalogue of Life.

## Beskrivning
Pseudemydura umbrina är en mycket liten sköldpaddsart, de blir sällan mer än 14 centimeter långa. Skalet är plant och något fyrkantigt, inte mycket längre än vad det är brett. Färgen varierar beroende på djurets ålder och hemmiljö. Nykläckta sköldpaddors skal är gråa ovanpå och krämfärgat och svart på underkanterna. Vuxna djurs skal har oftast samma färg som vattnet i det träsk de lever i, det kan variera från gulbrunt i lerträsk till nästan svart med röda toner i sandiga träsk med kaffefärgat vatten. Bukskölden är gul med mörkare inslag.
Huvudet är brett och platt med en kort och något utskjutande nos och ett hjälmliknande fjäll på ovansidan, nacken är kort och täckt av små knölar. Benen är korta, fötterna har simhud mellan tårna och fem stora klor på varje fot.

## Utbredning
Arten lever i sydvästra Australien, närmare bestämt i Swan Valley i närheten av Perth. Endast två populationer finns kvar i vilt tillstånd, i naturreservaten Twin Swamps och Ellen Brook.

## Levnadssätt
Pseudemydura umbrina behöver en speciell typ av träsk att leva i, där bottnen består av lera, sand eller en blandning av de två och där det bara står vatten under en kort period varje år.
Arten äter endast under vintern och våren då det finns vatten i de träsk den lever i och när vattentemperaturen är mellan 14 och 28 grader celsius. Sköldpaddorna äter större delen av sin föda under tidig vår och sover sedan under de varma sommar- och höstmånaderna i hålor eller under lövhögar.
Pseudemydura umbrina är köttätare och linär sig på vattenlevande insekter, larver, kräftdjur, grodyngel och grodor.